# Ромоальд II (герцог Беневентський)

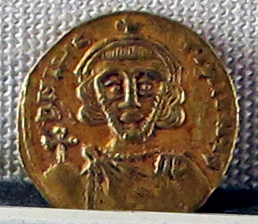
Ромоальд II

Ромоа́льд II Молодший (†732), герцог Беневентський (706—732), син герцога Гізульфа I та Вініперги.
Під час свого довгого правління кофліктував з герцогством Сполетським і Неаполітанським дукатом. У 716 захопив замок Куми, який раніше належав неаполітанському дуку Іоанну I. Відмовлявся від пропозицій та подарунків папи Римського Григорія II, який просив повернути замок його законному володарю. У 717 папа допоміг Іоанну спорядити похід проти Ромоальда, в результаті якого той втратив замок.
Ромоальд був одружений двічі: вперше на Гунтберзі, дочці Аурони, сестри короля лангобардів Лютпранда, вдруге — на Ранігунді, дочці герцога Брешіанського Гайдуальда. Йому спадкував його син від Гунтберги Гізульф, однак його змістив узурпатор Аделайз.